# Premi Goya 2015
La cerimonia di premiazione della 29ª edizione dei Premi Goya si è svolta il 7 febbraio 2015 al Centro de Congresos Príncipe Felipe di Madrid ed è stata presentata per la prima volta da Dani Rovira.
Le candidature sono state annunciate il 7 gennaio 2015 nella sede dell'Academia de las Artes y las Ciencias Cinematográficas de España; il film che ha ricevuto più candidature è stato La isla mínima di Alberto Rodríguez Librero con 17 nomination, seguito a ruota da El Niño di Daniel Monzón con 16.

## Vincitori e Candidati
I vincitori sono indicati in grassetto, a seguire gli altri candidati.
Sono indicati i titoli italiani; tra parentesi il titolo originale del film.

### Miglior film
- La isla mínima, regia di Alberto Rodríguez Librero
- El Niño , regia di Daniel Monzón
- Loreak, regia di Jon Garaño e Jose Mari Goenaga
- Magical Girl, regia di Carlos Vermut
- Storie pazzesche (Relatos salvajes), regia di Damián Szifrón

### Miglior regista
- Alberto Rodríguez Librero - La isla mínima
- Daniel Monzón - El Niño
- Carlos Vermut - Magical Girl
- Damián Szifrón - Storie pazzesche (Relatos salvajes)

### Miglior attore protagonista
- Javier Gutiérrez - La isla mínima
- Raúl Arévalo - La isla mínima
- Luis Bermejo - Magical Girl
- Ricardo Darín - Storie pazzesche (Relatos salvajes)

### Miglior attrice protagonista
- Bárbara Lennie - Magical Girl
- María León - Marsella
- Macarena Gómez - Musarañas
- Elena Anaya - Todos están muertos

### Miglior attore non protagonista
- Karra Elejalde - Ocho apellidos vascos
- Eduard Fernández - El Niño
- Antonio de la Torre - La isla mínima
- José Sacristán - Magical Girl

### Migliore attrice non protagonista
- Carmen Machi - Ocho apellidos vascos
- Bárbara Lennie - El Niño
- Mercedes León - La isla mínima
- Goya Toledo - Marsella

### Miglior regista esordiente
- Carlos Marqués-Marcet - 10.000 km
- Juanfer Andrés, Esteban Roel - Musarañas
- Curro Sánchez Varela - Paco de Lucía: la búsqueda
- Beatriz Sanchis - Todos están muertos

### Miglior attore rivelazione
- Dani Rovira - Ocho apellidos vascos
- David Verdaguer - 10.000 km
- Jesús Castro - El Niño
- Israel Elejalde - Magical Girl

### Migliore attrice rivelazione
- Nerea Barros  - La isla mínima
- Natalia Tena - 10.000 km
- Yolanda Ramos - Carmina y amén
- Ingrid García-Jonsson - Hermosa juventud

### Miglior sceneggiatura originale
- Rafael Cobos, Alberto Rodríguez - La isla mínima
- Daniel Monzón, Jorge Guerricaechevarría - El Niño
- Carlos Vermut - Magical Girl
- Damián Szifrón - Storie pazzesche (Relatos salvajes)

### Miglior sceneggiatura non originale
- Javier Fesser, Cristóbal Ruiz, Claro García - Mortadello e Polpetta contro Jimmy lo Sguercio (Mortadelo y Filemón contra Jimmy el Cachondo)
- Ignacio Vilar, Carlos Asorey - A esmorga
- Pablo Burgués, David Planell, Chema Rodríguez - Anochece en la India
- Anna Soler-Pont - Rastres de sàndal

### Miglior produzione
- Edmon Roch, Toni Novella - El Niño
- Manuela Ocón - La isla mínima
- Luis Fernández Lago, Julián Larrauri - Mortadello e Polpetta contro Jimmy lo Sguercio (Mortadelo y Filemón contra Jimmy el Cachondo)
- Esther García - Storie pazzesche (Relatos salvajes)

### Miglior fotografia
- Álex Catalán - La isla mínima
- Alejandro Martínez - Automata (Autómata)
- Carles Gusi - El Niño
- Kalo Berridi - Ocho apellidos vascos

### Miglior montaggio
- José M. G. Moyano - La isla mínima
- Mapa Pastor - El Niño
- José M. G. Moyano, Darío García - Paco de Lucía: la búsqueda
- Pablo Barbieri, Damián Szifrón - Storie pazzesche (Relatos salvajes)

### Miglior colonna sonora
- Julio de la Rosa - La isla mínima
- Roque Baños - El Niño
- Pascal Gaigne - Loreak
- Gustavo Santaolalla - Storie pazzesche (Relatos salvajes)

### Miglior canzone
- «Niño sin miedo» - (El Niño) di India Martínez, Riki Rivera, David Santisteban
- «Me ducho en tus besos» - (Haz de tu vida una obra de arte) di Fernando Merinero, Luis Ivars, Raúl Marín
- «Morta y File» - (Mortadello e Polpetta contro Jimmy lo Sguercio) di Rafael Arnau
- «No te marches jamás» - ( Ocho apellidos vascos) di Fernando Velázquez

### Miglior scenografia
- Pepe Domínguez - La isla mínima
- Patrick Salvador - Automata (Autómata)
- Antón Laguna - El Niño
- Víctor Monigote - Mortadello e Polpetta contro Jimmy lo Sguercio (Mortadelo y Filemón contra Jimmy el Cachondo)

### Migliori costumi
- Fernando García - La isla mínima
- Armaveni Stoyanova - Automata (Autómata)
- Tatiana Hernández - El Niño
- Cristina Rodríguez - Por un puñado de besos

### Miglior trucco e/o acconciatura
- José Quetglas, Pedro Rodríguez “Pedrati” , Carmen Veinat - Musarañas
- Raquel Fidalgo, David Martí, Noé Montes - El Niño
- Yolanda Piña, Yolanda Piña - La isla mínima
- Marisa Amenta, Néstor Burgos - Storie pazzesche (Relatos salvajes)

### Miglior sonoro
- Sergio Bürmann, Marc Orts e Oriol Tarragó -El Niño
- Gabriel Gutiérrez - Automata (Autómata)
- Daniel de Zayas, Nacho Royo-Villanova e Pelayo Gutiérrez - La isla mínima
- Nicolas de Poulpiquet e James Muñoz - Mortadello e Polpetta contro Jimmy lo Sguercio (Mortadelo y Filemón contra Jimmy el Cachondo)

### Migliori effetti speciali
- Raúl Romanillos, Guillermo Orbe - El Niño
- Pedro Moreno, Juan Ventura - La isla mínima
- Raúl Romanillos, David Heras - Open Windows
- Antonio Molina, Ferran Piquer - Torrente 5: Operación Eurovegas

### Miglior film d'animazione
- Mortadello e Polpetta contro Jimmy lo Sguercio (Mortadelo y Filemón contra Jimmy el Cachondo), regia di Javier Fesser
- Dixie y la rebelión zombi, regia di Joxe Portela
- La tropa de trapo en la selva del arcoíris, regia di Chelo Loureiro Vilarelle

### Miglior documentario
- Edificio España, regia di Víctor Moreno
- Nacido en Gaza, regia di Hernán Zin e Olmo Figueredo González-Quevedo
- El último adiós de Bette Davis, regia di Javier Morales e Juan Zavala
- Paco de Lucía: la búsqueda, regia di Anxo Rodríguez Rodríguez e Lucía Sánchez Varela

### Miglior film europeo
- Ida , regia di Pawel Pawlikowsky
- Non sposate le mie figlie!, regia di Philippe de Chauveron
- Il centenario che saltò dalla finestra e scomparve (Hundraåringen som klev ut genom fönstret och försvann), regia di Felix Herngren
- Il sale della terra (Le sel de la terre), regia di Juliano Ribeiro Salgado e Wim Wenders

### Miglior film straniero in lingua spagnola
- Storie pazzesche (Relatos salvajes), regia di Damián Szifrón
- Condotta (Conducta), regia di Ernesto Daranas
- Kaplan, regia di Álvaro Brechner
- La distancia más larga, regia di Claudia Pinto Emperador

### Miglior cortometraggio di finzione
- Café para llevar, regia di Patricia Font
- Loco con ballesta, regia di Kepa Sojo
- Safari, regia di Gerardo Herrero Pereda
- Todo un futuro juntos, regia di Pablo Remón
- Trato preferente, regia di Carlos Polo

### Miglior cortometraggio documentario
- Walls (Si estas paredes hablasen), regia di Miguel López Beraza
- El domador de peixos, regia di Roger Gómez e Dani Resines
- El último abrazo, regia di Sergi Pitarch Garrido
- La máquina de los rusos, regia di Octavio Guerra Quevedo

### Miglior cortometraggio d'animazione
- Juan y la nube, regia di Giovanni Maccelli
- A Lifestory, regia di Nacho Rodríguez
- A lonely sun story, regia di Juanma Suárez García e Enrique Fernández Guzmán
- El señor del abrigo interminable, regia di Victoria Sahores Ripoll
- Sangre de unicornio, regia di Alberto Vázquez

### Premio Goya alla carriera
- Antonio Banderas